# ビッグ・ダディ・ケイン
ビッグ・ダディ・ケイン（Big Daddy Kane、1968年 9月10日 - ）は、ニューヨークブルックリン地区出身のラッパー。彼のルックス、そしてシャープなラップのフロウなど人気が相まって、ヒップホップ界随一の色男として今もなお人気のあるラッパーの一人である。

## 経歴

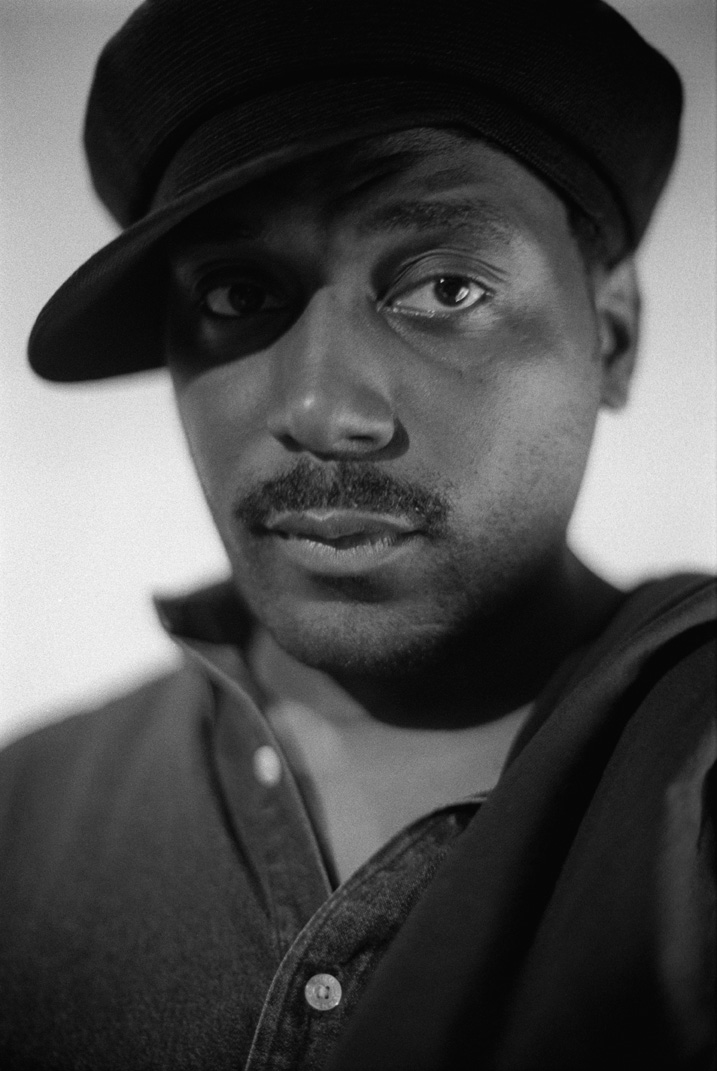
1998年撮影

ビズ・マーキーやマーリー・マールらと働いていた彼は、グランドマスター・キャズ(Grandmaster Caz)に多大な影響を受け、高速のフローやフリースタイル技術を磨いていった。そして、マーリー・マールの主宰する伝説的なグループであるジュース・クルー(Juice Crew)に参加することで、彼のラッパーとしてのキャリアはスタートした。その後、「ゴールデンエイジ・ヒップホップ」と呼ばれた1980年代半ばから1990年初頭の時期に、ラキム、クールGラップらと共に当時のヒップホップシーンを牽引する代表的ラッパーの一人になった。ケインは1989年に、「スムース・オペレイター」「アイ・ゲット・ザ・ジョブ・ダン」を、ソウル・チャートでヒットさせた。
1992年にはマドンナの成人向け写真集『SEX』に参加。マドンナやナオミ・キャンベルと濃厚な絡みを見せた。

## ディスコグラフィ
スタジオ・アルバム
- Long Live the Kane (1988)
- It's a Big Daddy Kane Thing (1989)
- Taste of Chocolate (1990)
- Prince of Darkness (1991)
- Looks Like a Job For... (1993)
- Daddy's Home (1994)
- Veteranz Day (1998)

## 主な出演
映画
- 黒豹のバラード Posse （1993年） -  タイム神父 役
- エクスポーズ 暗闇の迷宮 Exposed （2016年） - ジョナサン“ブラック”ジョーンズ 役[6]